# Аромат (физика)
Аромат във физиката на частиците се отнася за рода на елементарна частица. Стандартният модел съдържа шест аромата за кварки и шест аромата за лептони. Те обикновено се параметризират с ароматни квантови числа, които се възлагат на всички субатомни частици. Могат да бъдат описвани и чрез някои симетрии, предложени за кварк-глуонните поколения.

## Квантови числа
В класическата механика, сила действаща върху точкова частица може само да промени динамичното състояние на частицата, т.е. импулса, ъгловия импулс и др. Квантовата теория на полето, обаче, позволява взаимодействия, които могат да променят други аспекти от природата на частицата, описани от нединамични, дискретни квантови числа. В частност, действието на слабото ядрено взаимодействие е такова, че позволява превръщането на квантови числа, описващи маса и заряд на кварки и лептони от един дискретен вид към друг. Това е познато като смяна или преобразуване на аромата. Поради квантово си описание, ароматните състояния могат също да претърпят квантова суперпозиция.
В атомната физика основното квантово число на електрона уточнява електронния слой, който определя енергетичното ниво на целия атом. Аналогично, петте ароматни квантови числа (изоспин, странен, чаровен, долен и топ) могат да характеризират квантовото състояние на кварките, до степен, при която те проявяват шест различни аромата (u, d, s, c, b, t).
Сложни частици могат да бъдат създадени от няколко кварка, образувайки адрони, като мезони и бариони, всеки от който притежава уникална съвкупност от характеристики, като различна маса, заряд и режим на разпад. Общите ароматни квантови числа на даден адрон зависят от броя съставящи кварки за всеки отделен аромат.

### Закони за запазване
Всички различни заряди, дискутирани по-горе, се запазват от факта, че съответстващите оператори на заряда могат да се считат за генератори на симетрия, които се разменят с хамилтониана. Оттук, собствените стойности на различните зарядни оператори се запазват.
Абсолютни запазените ароматни квантови числа са:
- електрически заряд (Q)
- слаб изоспин (I3)
- барионно число (B)
- лептонно число (L)

В някои теории, индивидуалното запазване на барионното и лептонното число може да бъде нарушено, ако разликата между тях (B − L) е запазена. Всички останали ароматни квантови числа могат да бъдат нарушени от електрослабото взаимодействие. Силното ядрено взаимодействие запазва всички аромати.

## Ароматна симетрия
Ако има две или повече частици, които имат сходни взаимодействие, тогава те могат да се заменят взаимно, без да се променя физиката. Всяка комплексна линейна комбинация на такива две частици се отразяват еднакво на физиката, стига комбинациите да са ортогонални или перпендикулярни една спрямо друга.
С други думи, теорията съдържа симетрични трансформации като {\displaystyle M\left({u \atop d}\right)}, където u и d са две полета (представляващи различните поколения от лептони и кварки), а M е всяка 2 × 2 униратна матрица с детерминанта равна на единица. Такива матрици образуват група на Ли. Това е пример за ароматна симетрия.
В квантовата хромодинамика, ароматът е запазена глобална симетрия. В електрослабата теория, от друга страна, тази симетрия е нарушена и съществуват процеси, променящи аромата, например разпад на кварка или неутринна осцилация.

## Ароматни квантови числа

### Лептони
Всички лептони носят лептонно число L = 1. Освен това, лептоните носят слаб изоспин, T3, който е −12 за трите заредени лептона (т.е. електрон, мюон и таон) и +12 за трите свързани неутринота. За всяка двойна зареден лептон и неутрино, съставена от противоположни T3, се казва, че образува едно поколение лептони. Освен това, се дефинира квантово число, наречено слаб хиперзаряд, YW, което е -1 за всички леви лептони. Слабият изоспин и слабият хиперзаряд се калиброват в Стандартния модел.
Лептоните могат да имат шест ароматни квантови числа: число на електрона, число на мюона, число на таона и съответните им числа на неутринотата. Те се запазват при силно ядрено и електромагнитно взаимодействие, но се нарушават при слабо ядрено взаимодействие. Следователно, такива ароматни квантови числа не са особено полезни. Отделно квантово число за всяко поколение е по-полезно: електронно лептонно число (+1 за електрони и електронно неутрино), мюонно лептонно число (+1 за мюони и мюонно неутрино) и таонно лептонно число (+1 за тау-лептони и тау-неутрино). Все пак, тези числа на са абсолютно запазени, тъй като неутринотата от различни поколения могат да се смесят, т.е. неутрино с един аромат може да се преобразува в друг аромат. Силата на такива смесвания се уточнява от матрица, наречена матрица на Понтекорво - Маки - Накагава - Саката (PMNS матрица).

### Кварки
Всички кварки носят барионно число B = 13. Те, също така, носят слаб изоспин, T3 = ±12. Положителните T3 кварки (горен, чаровен и топ) се наричат кварки от горен тип, а негативните T3 кварки (долен, странен и дънен) се наричат кварки от долен тип. Всяка двойка кварки от горен и долен тип се наричат поколение кварки.
За всичките ароматни квантови числа на кварки по-долу, конвенцията е, че зарядът на аромата и електрическият заряд на кварка имат един и същ знак. Следователно, всеки аромат, носен от зареден мезон има същия знак като заряда. Кварките имат следните ароматни квантови числа:
- Третият компонент на изоспина (I3), който има стойност I3 = 12 за горния кварк и I3 = −12 за долния кварк.
- Странност (S): дефинирано като S = −(ns − ns̅), където ns представлява броя на странните кварки, а ns̅ е броя на странните антикварки. Това квантово число е въведено Мъри Гел-Ман. Това определение дава на странния кварк странност от -1 поради горепосочената причина.
- Чаровност (C): дефинирано като C = (nc − nc̅), където nc представлява броя чаровни кварки, а nc̅ е броя чаровни антикварки. То е равно на +1 за чаровния кварк.
- Красота (B′): дефинирано като B′ = −(nb − nb̅), където nb представлява броя дънни кварки, а nb̅ е броя дънни антикварки.
- Истинност (T): дефинирано като T = (nt − nt̅), където nt представлява броя топ кварки, а nt̅ е броя топ антикварки. Все пак, поради изключително краткия живот на топ кварка (оценен на едва 5×10−25 s), преди взаимодейства силно, той вече ще се е разпаднал до друг аромат (обикновено дънен кварк). Поради тази причина, топ кваркът не адронизира, т.е. никога не образува мезон или барион.

Петте квантови числа, заедно с барионното число (което не е ароматно квантово число), напълно уточняват числата на всички 6 кваркови аромата поотделно. Те се запазват от електромагнитното и силното ядрено взаимодействие. От тях може да се изведе квантовото число:
- Хиперзаряд (Y): Y = B + S + C + B′ + T
- Електрически заряд: Q = I3 + 12Y

Термините „странен“ и „странност“ предшестват откриването на кварка, но продължават да се използва и след откриването му за последователност. Странноста е въведена, за да се обясни скоростта на разпад на новооткритите частици.
За слаб разпад от първи ред, т.е. процес, включващ един кварков разпад, тези квантови числа могат да варират само с 1 (|C| = ±1); ΔB′ = ±1. Тъй като процесите от първи ред са по-често срещани от процесите от втори ред (включващи два кваркови разпада), това може да се използва, за да се направи приближение на правилото на подбора за слаб разпад.

### Античастици и адрони
Ароматните квантови числа са кумулативни. Оттук, античастиците имат аромат, равен по големина на частицата, но противоположен по знак. Адроните наследяват тяхното ароматно квантово число. Това е основата за класификация в кварковия модел. Връзките между хиперзаряд, електричен заряд и други ароматни кватнови числа важат както за кварките, така и за адроните.